# Barjala
Barjala är en ort i Indien.   Den ligger i distriktet West Tripura och delstaten Tripura, i den östra delen av landet, 1 500 km öster om huvudstaden New Delhi. Barjala ligger 43 meter över havet och antalet invånare är 17 998.
Terrängen runt Barjala är platt, och sluttar västerut. Runt Barjala är det tätbefolkat, med 476 invånare per kvadratkilometer. Närmaste större samhälle är Udaipur, 16,0 km sydost om Barjala. I omgivningarna runt Barjala växer huvudsakligen savannskog.